# Le Lundi au soleil (album)
Albums de Claude François
Y'a le printemps qui chante
(1973) Je viens dîner ce soir
(1974)
Singles
1. Le Lundi au soleil
Sortie : décembre 1972
2. Celui qui reste
Sortie : Mars 1973

Le Lundi au soleil est le quinzième album studio de Claude François, sorti en 1972.

## Liste des titres
| 1. | Le Lundi au soleil                     | Jean-Michel Rivat, Frank Thomas | Patrick Juvet                      | 2:56 |
| 2. | Ninna Nanna                            | Jean-Loup Dabadie               | Patricia Carli                     | 2:21 |
| 3. | Il n'y a que l'amour qui rende heureux | Jean-Michel Rivat, Frank Thomas | Jean-Pierre Bourtayre, Yves Dessca | 2:17 |
| 4. | On ne choisit pas                      | Eddy Marnay                     | José Feliciano                     | 2:36 |
| 5. | Soudain il est trop tard               | Eddy Marnay                     | Jim Capaldi                        | 3:14 |
| 6. | Qu'on ne vienne pas me dire            | Michèle Vendôme, Alec           | Claude François                    | 3:25 |

| 7.  | Belinda (Miss Belinda)                                             | Eddy Marnay    | Des Parton                       | 2:37 |
| 8.  | Une fille et des fleurs (You Can't Hurry Love)                     | Jean Schmitt   | Lamont Dozier                    | 2:49 |
| 9.  | Celui qui reste                                                    | Jean Schmitt   | Jean Fredenucci                  | 2:58 |
| 10. | L'amour se meurt                                                   | Gilles Thibaut | Jacques Revaux                   | 2:36 |
| 11. | Mon mensonge et ma vérité                                          | Eddy Marnay    | Jean Renard                      | 3:00 |
| 12. | Tu as tes problèmes, moi j'ai les miens (You've Got Your Troubles) | Vline Buggy    | Claude François, Roger Greenaway | 3:29 |